# USS Cowpens (CVL-25)
O USS Cowpens (CVL-25) é um porta-aviões da Marinha dos Estados Unidos, pertencente a Classe Independence.
|  |  |